# Maurice Hemelsoet
Maurice Hemelsoet, né le 8 mars 1875 à Gand et décédé le 29 décembre 1943 dans la même ville, est un rameur belge.

## Biographie
En plus de l'aviron, il est passionné de photographie et est affilié à l'Association belge de Photographie de 1901 à 1914, où il s'établira sur le Mont-Saint-Armand.

### Sport
Il représente la Belgique aux Jeux olympiques de 1900 à Paris pour l'épreuve du huit de pointe avec barreur en aviron pour laquelle il remporte la médaille d'argent,, avec sept autres membres du Royal Club Nautique de Gand pour un temps de 6 min 13 s 8.
Il remporte également sept médailles d'or lors des Championnats d'Europe d'aviron. Quatre pour l'épreuve du huit de pointe avec barreur en 1897 (Pallanza), en 1899 (Ostende), en 1900 (Paris) et en 1901 (Zurich) ; trois pour l'épreuve du quatre de pointe avec barreur en 1898 (Turin), en 1899 (Ostende) et en 1900 (Paris).